# آسوکا کازاما
آسوکا کازاما یا آسکا کازاما (به ژاپنی: 風間 飛鳥 Kazama Asuka) یک شخصیت ساختگی در مجموعه بازی‌های مبارزه‌ای تکن از شرکت باندای نامکو انترتینمنت است، که برای اولین بار در نسخهٔ تکن ۵ در سال ۲۰۰۴ معرفی شد. او یک دختر نوجوان بی‌پروای ژاپنی است.
در اولین معارفهٔ آسوکا که در تکن پنج انجام شد از او به عنوان یک دختر شلوغ که دوست دارد مشکلات همهٔ مردم را حل کند یاد می‌شود. آسوکا زود عصبانی شده و از کوره در می‌رود. همچنین آسوکا با لهجهٔ بسیار سنگین کانسای ژاپنی صحبت می‌کند. (کانسای منطقه غرب ژاپن شامل شهرهای کیوتو، اوساکا و کوبه).

## تکن ۵
تکن پنج اولین نسخه در مجموعه تکن بود که آسوکا در آن حضور یافت که از او به عنوان یک بچهٔ شلوغ که می‌خواهد مشکل همه را حل کند یاد شده‌است،
در ویدئوی ابتدایی تکن پنج آسوکا با دوچرخه از بالای برج تسوتنکاکو واقع در اوساکا به پایین می‌پرد.
داستان آسوکا در تکن پنج این‌گونه است:
روزی آسوکا به دوجو (باشگاه هنرهای رزمی) پدر می‌رود و متوجه می‌شود که دوجو توسط شخصی ناشناس آسیب دیده و همان فرد پدرش را راهی بیمارستان کرده‌است. پلیسی از هنگ کنگ لی وولانگ به آسوکا گفت: این فرد ناشناس در تورنومنت تکن ۵ حضور دارد. پس آسوکا برای گرفتن انتقام پدرش در تکن ۵ شرکت کرد.
مرحلهٔ چهارم مبارزه با فنگ وی:
در مرحله چهارم آسوکا با یک فرد چینی روبرو می‌شود و به او مشخصات کسی که دنبالش است را می‌دهد و سراغش را می‌گیرد، آسوکا می‌گوید: "ببخشید آقا شما این اطراف یک مرد چینی قوی هیکل و مبارز را ندیدین؟" اما ناگهان متوجه می‌شود که همان کسی با او حرف می‌زد همان کسیست که دنبالش می‌گردد.
آسوکا می‌گوید:" واستا ببینم، تو همونی هستی که من دنبالشم" فنگ هم خود را معرفی می‌کند. آسوکا می‌گوید: "که تو دشمن قسم خوردهٔ پدرمی و حالا با من طرفی." به همین دلیل با هم مبارزه می‌کنند و فنگ را هم شکست می‌دهد. آسوکا پس از شکست دادن فنگ بعلت علاقه‌اش به مبارزه تصمیم می‌گیرد که در تورنومنت باقی‌بماند.
مرحله نهایی مبارزه با جینپاچی میشیما:
دویل جین که قصد تصاحب قدرت شیطانی جینپاچی را داشت و می‌خواست که تمام قدرت اهریمنی ازآن خودش باشد، به جینپاچی حمله می‌کند ولی جینپاچی او را شکست می‌دهد.
آسوکا که ناظر این صحنه است ناگهان جینپاچی را مقابل خود می‌بیند و تصمیم می‌گیرد با او مبارزه کند. پس از شکست جینپاچی آسوکا به سرعت به سمت دویل جین که بیهوش شده‌است می‌رود تا به او کمک کند اما در مکانی که هستند نه وسیلهٔ نقلیه‌ای می‌بیند و نه تلفن همراهش را دارد اما در همین حال به علت تماس دستان آسوکا با بدن دویل جین اثرات پیشرفته شیطانی جین مانند شاخ و بال از بین می‌روند و دویل جین کم‌کم ژن شیطانی خود را دفع می‌کند و به جین کازاما تبدیل می‌شود.
این قدرت دفع ژن شیطانی و مقابله با آن را تنها آنجل و جون کازاما قبل از رابطه‌اش با کازویا میشیما داشت و همین یکی از دلایلی است که احتمال رابطهٔ خویشاوندی آسوکا با جون را بالا می‌برد.

## تکن ۶

آسوکا کازاما در حال مبارزه در تکن ۶

آسوکا پس از این که فهمید فنگ وی پدرش را به بیمارستان فرستاده‌است، برای مبارزه با فنگ وارد تکن ۵ شد اما نتوانست او را پیدا کند. سپس زندگی آسوکا به تدریج به حالت عادی خود بازگشته بود. با این حال، آن روزهای مسالمت‌آمیز به هم ریخت و به سرعت مبارزان سراسر جهان با هم درگیر شدند. آسوکا نیز برای این که وارد تکن ۶ بشود، تصمیم گرفت جین کازاما را شکست بدهد و جلوی فسادهای میشیما زایباتسو را بگیرد.
آسوکا با عجله سوار دوچرخه‌اش بود. او می‌ترسید که از رفتن به مدرسه، دیر کند. آسوکا با دوچرخه‌اش به سوی مدرسه می‌رفت که با یک ماشین لیموزین که لی‌لی صاحبش بود و ناگهان جلویش پیچید، تصادف کرد و ناهارش روی زمین ریخت. لیلی با یونیفورم مدرسه‌اش آمده بود. آسوکا فریاد می‌زند:" هی معلومه داری چیکار می‌کنی؟ تو آدمی یا احمق؟ " لی‌لی عصبانی می‌شود و با آسوکا مبارزه می‌کند و دو مبارز ضربات شدیدی به هم وارد می‌کنند. راننده لیلی هم که ترسیده بود، به سرعت از ماشین پیاده می‌شود و فرار می‌کند.
آسوکا در تکن ۶، لباس‌های زیبایی از جمله لباس مدرسه‌ای دارد. او هم چنین دستاوردهای لباس ماتسوری (Matsuri) است که به‌طور سنتی در جشنواره ژاپن به عنوان آیتم‌های سفارشی پوشیده شده‌است.

## تکن تگ تورنومنت ۲
در تکن تگ تورنومنت ۲، آسوکا کازاما در کنار جین کازاما، علیه کازویا میشیما و لئو مبارزه می‌کنند. در این پیروزی خاص، آسوکا دست خود را به طرف جین برای کار گروهی خوب تکان می‌دهد ولی جین دست خود را برای او تکان نمی‌دهد. آسوکا و لی‌لی، در این نسخه تکن هم با هم مشکل دارند و با هم مبارزه می‌کنند.

## استریت فایتر کراس تکن
در استریت فایتر در مقابل تکن، لی‌لی، با وجود مبارزه‌های گرمی که در گذشته با آسوکا کازاما داشته‌است، از آسوکا کازاما درخواست کرد که او را تا قطب جنوب همراهی کند تا لیلی بتواند پاندورا را برای پدرش بازیابی کند. آسوکا هم از روی دلسوزی درخواست لیلی را قبول کرد چون هدف لی‌لی شاد کردن پدرش بود.
لیلی: گرایش‌های خشونت‌آمیز اولیه شما، یک مکمل عالی برای تصفیه دلاوری جنگ من خواهد بود.
آسوکا: شما را به جهنم دعوت می‌کنم؟ می‌خواهید با من مبارزه کنید؟
لی‌لی قصد داشت که بعد از برنده شدن در مسابقات به آسوکا خیانت کند و جایزهٔ پاندورا را به تنهایی تصاحب کند
آسوکا: هر آنچه که برای بررسی جعبه پاندورا می‌خواهم را آماده می‌کنم و کمکتان می‌کنم؛ ولی بدانید که ما شریک نیستیم و برای رفتن به یک محل فقط با هم همکاری می‌کنیم.
لیلی: من می‌دانستم که پیش شما خواهم آمد. ما به زودی بزرگ‌ترین جنگجویان جهان خواهیم شد!
آسوکا: ما دو جنگجو نیستیم. ما فقط برای این سفر با هم همکاریم.
لیلی به آسوکا برچسب شریک رسمی تیم لیلی را داد و منظورش این بود که نفر اول این گروه لیلی است؛ اما آسوکا ناراحت شد و با مشت به پشت لیلی زد و گفت که نفر اول گروه آسوکا است. دوباره آسوکا و لیلی سر این موضوع با هم دعوا کردند و در هیچ‌یک از نسخه‌های تکن نتوانستند تا آخر کار با هم دوست بمانند.
در مرحلهٔ آخر نیز لی‌لی همان‌طور که نقشه کشیده بود به آسکا خیانت می‌کند و به او حمله می‌کند. آسوکا هم در ابتدا چندین ضربهٔ غافلگیرکننده می‌خورد اما به علت قدرت زیاد و برتری که نسبت به لی‌لی دارد به مبارزه برمیگردد اما در اثر مبارزه این دو پاندورا در دره پرت می‌شود و دست هیچ‌کس به آن نمی‌رسد

## سبک جنگیدن
سبک جنگیدن آسوکا، سبک هنرهای رزمی سنتی کازاما همراه با ترکیبی از آیکیدو و جودو است که شبیه سبک جنگیدن جون کازاما است.

## لباس‌های آسوکا

### لباس ۱
مدل اول آسوکا لباس آیکیدو است. شلوار او یک شلوار هاکاما سرمه‌ای است. بلوز او هم سفید است که در سمت چپ آن طرح گل زیبایی با رنگ سرمه‌ای وجود دارد. این لباس آستین کوتاه است و آستین‌های آن سرمه‌ای و کلفت است و در کمی مانده به آرنج، قرار دارد. هم چنین او یک دستکش معمولی دارد که روی آن سرمه‌ای و سفید است و روی آن یک طرح قرمز است و تاب بند اول انگشتان آسوکا می‌آید و دستکش در همان یک بند انگشتان، توسی است.

### لباس ۲
آسوکا در مدل دوم خود، یک جلیقه براق آبی کم رنگ دارد که از شانه‌های او شروع می‌شود و تا اول‌های ران او تمام می‌شود. اطراف این جلیقه، طرح‌های براق مشکی زیبایی دارد. هم چنین دور دست‌های آن که در شانه او تمام می‌شود، لایه نازک براق مشکی زیبایی است. هم چنین او یک لباس نیم تنه آبی پر رنگ دارد که یقه نسبتاً معمولی دارد. کفش‌های او آبی و بنفش و مشکی و سفید است که طرح‌های ستاره‌های مشکی دارد. دستکش او هم مانند کفش‌هایش، آبی و بنفش و مشکی و سفید است.

### لباس ۳
آسوکا در مدل سومش، یک تاب زرد دارد که راه راه‌های نارنجی و قرمز دارد و تا حدوداً کمی پایین‌تر از شروع نیم تنه پایین ادامه دارد. هم چنین او یک شلوار براق نارنجی جذب دارد که کاملاً به پاهای او چسبیده‌است. او هم چنین چکمه پاشنه بلند براق مشکی دارد که تا حدوداً کمی بالاتر از زانوهای او قرار دارد. او هم چنین یک شال گردن گرم و نارنجی و زرد و قهوه‌ای دارد که از دور گردن آسوکا بسته شده‌است و از آسوکا آویزان است. آخر این شال گردن دو توپ گرم و نارنجی و زرد و قهوه‌ای وجود دارد.

### لباس ۴
لباس یونیفرم مدرسهٔ آسوکا که از یک پیراهن سفید و یک ژاکت حلقه آستین زرد رنگ به همراه یک دامن تیره با نقش‌های چهارخانه و جوراب بلند تشکیل شده‌است.